# (10387) Bepicolombo
(10387) Bepicolombo és un asteroide que pertany al cinturó d'asteroides, descobert el 18 d'octubre de 1996 per Piero Sicoli i el també astrònom Francesco Manxola des de l'Observatori Astronòmic de Sormano, Sormano, Itàlia.

## Designació i nom
Designat provisionalment com 1996 UQ. Va ser anomenat Bepicolombo en honor del matemàtic italià Giuseppe Colombo de la Universitat de Pàdua, que va fer contribucions fonamentals a la teoria de les ressonàncies, en particular pel que fa als buits de Kirkwood i la rotació de Mercuri.

## Característiques orbitals
Bepicolombo està situat a una distància mitjana del Sol de 2,686 ua, i pot allunyar-se fins a 3,120 ua i acostar-se fins a 2,253 ua. La seva excentricitat és 0,161 i la inclinació orbital 12,67 graus. Empra 1608 dies a completar una òrbita al voltant del Sol.

## Característiques físiques
La magnitud absoluta de Bepicolombo és 13,5.